# Barbut senil
El barbut senil (Lybius senex) és una espècie d'ocell de la família dels líbids (Lybiidae) tradicionalment considerat una subespècie del barbut capblanc.
Habita zones de sabana del centre i sud de Kenya.